# The Teens
Die Band The Teens war eine in den Jahren 1978 bis 1982 überwiegend in Deutschland erfolgreiche Musikband, die weltweit ca. 5 Mio. Tonträger verkaufte.

## Bandgeschichte

### Die Anfänge
Die Band The Teens wurde 1976 in West-Berlin als Schülerband von Michael Uhlich und Uwe Schneider gegründet. 1978 wurde die Gruppe von der Plattenfirma Hansa unter Vertrag genommen. The Teens spielten englischsprachigen Poprock im Stil der Bay City Rollers. Am 22. Juni 1978 wurde die Band durch einen Auftritt in Wim Thoelkes Sendung Der Große Preis bundesweit bekannt.

### Die erfolgreiche Zeit
Produzent war Norman Ascot. Ihre erste Single Gimme Gimme Gimme Gimme Gimme Your Love erschien 1978. Sie war zugleich ihre kommerziell erfolgreichste und erreichte Platz sieben der deutschen Singlecharts. Der Titel 1-2-3-4 Red Light erreichte in Deutschland Platz 16, der Titel Give Me More Platz 18. The Teens veröffentlichten bis 1982 fünf Alben, die überwiegend von Norman Ascot komponiert wurden, z. T. mit Tom Cunningham. Tonmeister war David Allen.
Das erste Album der Teens hatte vor Veröffentlichung bereits 90.000 Vorbestellungen und erreichte in der deutschen LP-Hitparade Platz zwei.
Die Popularität der Gruppe wurde von der Zeitschrift Bravo stark gefördert. The Teens waren 1979 die erste deutsche Band, der ein Bravo Otto in Gold als beliebteste Pop-Gruppe verliehen wurde (Bravo Ottos: 1978 Bronze, 1979 & 1980 Gold, 1981 Silber). Der damalige Bravo-Fotograf Didi Zill schrieb einige Lieder für die Band. Als erste westdeutsche Pop/Rock-Gruppe durfte sie eine Tournee durch die DDR machen.
Nachdem die von Dieter Bohlen geschriebene Single New York im Jahr 1981 noch einmal in die Charts gekommen war, löste sich die Band im Folgejahr auf.

### Comeback 1996
15 Jahre nach der Auflösung fanden sich The Teens 1996 für einen zweiten Anlauf (ohne Möbius) noch einmal zusammen. Tom Bopp (Western Union, Petticoat) übernahm den Bass. Neu war auch der Keyboarder Chris Wirsching (Western Union, Petticoat, Flashback).
Die CD Past and Present ’76–’96 erschien als Greatest-Hits-Album und enthielt fünf neue Titel (darunter zwei Neueinspielungen ihrer frühen Hits). Ein Jahr später trat auch Bauer aus. Danach spielte die Band als Quartett: an die Stelle Möbius’ und Bauers waren Sascha Urban (Gesang; Sänger der Gruppe UHF) und Oliver Ostendorf (Bass) getreten. Vorübergehend war auch als Keyboarder Matthias Binner dabei. Im August 2008 trat die Band wieder mit Bauer als Sänger in der SAT1-Serie Hit-Giganten live auf, in der sie in der Ausgabe Rock aus Deutschland mit Gimme Gimme … Your Love den 10. Platz belegte.
Erst mit Echt gab es seit den Teens nach fast 15 Jahren in Deutschland wieder eine kommerziell erfolgreiche Band Minderjähriger.

### Neugründung
2016 fanden sich die Gründungsmitglieder Uwe Schneider, Michael Uhlich und Alexander Möbius wieder zusammen, um unter dem Bandnamen „The Teens Core“ aufzutreten, wobei das Wort „Core“ für Kern steht. Das erste Konzert dieser Formation fand am 17. Juni 2017 in der Pirschheide in Potsdam statt. Im Jahr 2020 erschien das Album Friends, die MDR-Fernsehsendung Brisant berichtete über das Comeback am 13. Juni 2020.

## Leben/Projekte außerhalb der Band
Uwe Schneider, Alexander Möbius und Michael Uhlich traten 1983 in der ZDF-Hitparade mit George Meier von der Gruppe Wolfsmond und dem Berliner Musiker Chris Louis auf. Dieses einmalige Projekt trug den Namen „Rotesand“, deren einziger Song war Wellenreiter.
1983 erschien die LP Stinknormal von Marion Kramer, bei der die vier Ex-Teens Schneider, Möbius, Treptow und Uhlich als Musiker mitwirkten. Auch für den Schlagersänger Benny gingen The Teens ins Studio und nahmen Playback-Aufnahmen auf.
The Teens-Sänger Robert (Robbie) Bauer (Sohn von Edeltraud Bauer und Otto Rosenberg und somit auch Halbbruder von Marianne Rosenberg, in deren Band er diverse Male als Keyboarder oder Drummer gespielt hat) veröffentlichte 1984 sein erstes Soloalbum Teenage Diplomat; produziert und größtenteils komponiert von Tom Cunningham.
Das zweite Soloalbum von Robert Bauer (hier unter dem Namen „Robbie Bauer“), Missing You, wurde im Dezember 2012 veröffentlicht. Es wurde größtenteils von Robert Bauer selbst komponiert und produziert.
Robert (Robbie) Bauer ist seit 2012 regelmäßig auf YouTube mit eigenen Songs sowie Coverversionen präsent.
Alexander Möbius spielte ab 1988 als Bassist in der Band Big Light. Er arbeitet heute (2007) im Veranstaltungsmanagement.
Uwe Schneider veröffentlichte als Radiomoderator (RIAS Berlin, Hundert,6) diverse CDs. So 1997 bei 105’5 Spreeradio eine Maxi-CD Herz auf Empfang mit dem Titel Meine Stadt… das ist Berlin. Den Text schrieb Uwe Schneider für den Fußballverein Tennis Borussia Berlin so um, dass die Teens 1998 im Olympiastadion Berlin dieses Stück als Die TeBe Hymne live spielten. Schneider schrieb für diverse Sender Radiojingles und Stationsongs. Er gründete 2005 Radio Teddy. 2009 war er mit der Amateur-Band Glam-Rock-Formation Final Stap unterwegs.
Michael Uhlich spielte Schlagzeug auf einigen Demoaufnahmen von Tom Cunningham, die dieser dann z. T. mit Robert Bauer auf seiner Solo-LP einspielte. Er arbeitet jetzt als Vertriebsmanager in Berlin.
Das Bandmitglied Jörg Treptow starb nach einem Sturz am 13. Juni 2007.

## Trivia
Gimme Gimme Gimme Gimme Gimme Your Love wurde in Spanien als Dame, dame, dame… tu amor in spanischer Sprache veröffentlicht und hielt sich dort für mehrere Wochen auf dem ersten Platz der Charts.
Dieter Bohlen komponierte für die Band unter verschiedenen Pseudonymen. Als Eric Styx, Ryan Simmons oder Steve Benson schrieb er You’re in New York, Automatic World und She's a Groover. Bei „D. B.“, dem auf der LP-Hülle des Albums Explosion  der Gruß „er solle Sand in die Shorts bekommen“ gewidmet wurde, handelt es sich nicht wie oft gedacht um Dieter Bohlen, sondern um den Musikmanager Dieter Behlinda (Drafi Deutscher, Dieter Thomas Heck, Christian Anders, Gitte Haenning u. v. a.), der während der Studioaufnahmen mit den Gagen der gerade beendeten Tournee verschwunden war.

## Diskografie

### Alben
- 1978: The Teens
- 1979: Teens & Jeans & Rock’n’Roll
- 1980: The Teens Today
- 1980: Rock City Nights
- 1981: Explosion
- 1982: 5 Years of Hits
- 1996: Past and Present ’76–’96
- 1999: One More Chance
- 2000: Give Me More (gleiche Titel wie bei Past and Present ’76–’96)
- 2020: Friends

### Singles
- 1978: Gimme Gimme Gimme Gimme Gimme Your Love / Rollerball
- 1978: We’ll Have a Party Tonite ’Nite / Funny Money Honey
- 1979: Here I Stand / Feelin’ Right on Saturday
- 1979: 1-2-3-4 Red Light / Baby Blue
- 1980: Give Me More / Twist Is Back Again
- 1980: Never Gonna Tell No Lie to You / Gypsy Caravan
- 1981: Eloise / Too Bad Ya Don’t Love Me
- 1981: New York / Rock ’n’ Roll Is Just a State of Mind
- 1982: Automatic World / Cover Girl
- 1996: Gimme Gimme your love '96 / Walking on Sunshine / Gimme Gimme Gimme Gimme Gimme Your love
- 1997: Here I Stand (New Version)
- 1999: One More Chance
- 1999: Never Let You Go
- 1999: Santa It's Christmas Time
- 2000: Save a Little Lovin’